# Ilisia asymmetrica
Ilisia asymmetrica is een tweevleugelige uit de familie steltmuggen (Limoniidae). De soort komt voor in het Palearctisch en Oriëntaals gebied.